# Ole Palsbo
Ole Svarre Palsbo (13. august 1909 i København – 11. juni 1952 i København) var en dansk filminstruktør, journalist og kritiker. Han var journalist ved BT fra 1931 til 1932, hvorefter han arbejdede som filmkritiker og journalist ved Nationaltidende frem til 1940. Derefter fortsatte han hos Ekstrabladet fra 1945 til 1948, hvor han var filmkronikør og teaterkritiker. Fra 1946 frem til sit selvmord i 1952 instruerede han fem spillefilm for Nordisk Film og en dokumentarfilm.
Han er begravet på Vestre Kirkegård i København.

## Værker
- 1942 Natekspressen (P. 903) (drejebog)
- 1945  Stop Tyven (instruktion og manuskript)
- 1946 Diskret ophold (instruktion)
- 1947 Ta', hvad du vil ha' (instruktion)
- 1949 Kampen mod uretten (instruktion)
- 1951 Familien Schmidt (instruktion og manuskript)
- 1952 Man burde ta' sig af det (instruktion)
- 1952 Vi arme syndere (instruktion)